# Abisara savitri
Abisara savitri é uma pequena borboleta encontrada na Ásia, que pertence à família Riodinidae.

## Subespécies
- A. s. savitri (Índia)
- A. s. atlas de Nicéville, 1895 (Java ocidental)
- A. s. attenuata Tytler, 1915 (Manipur)
- A. s. deniya Fruhstorfer, 1914 (Bangka)
- A. s. periya Fruhstorfer, 1914 (Natuna)
- A. s. sciurus (Fruhstorfer, 1904) (sudeste do Bornéu)
- A. s. strix (Fruhstorfer, 1904) (norte do Bornéu)
- A. s. susa Hewitson, 1861 (Sumatra)

## Galeria

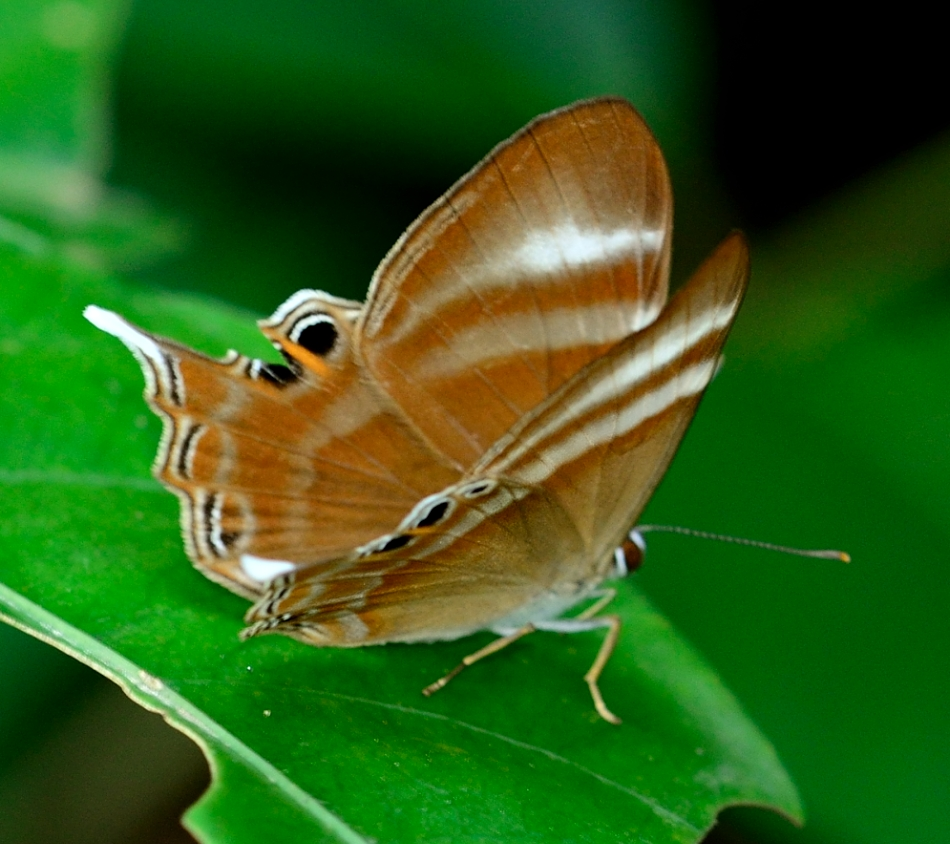
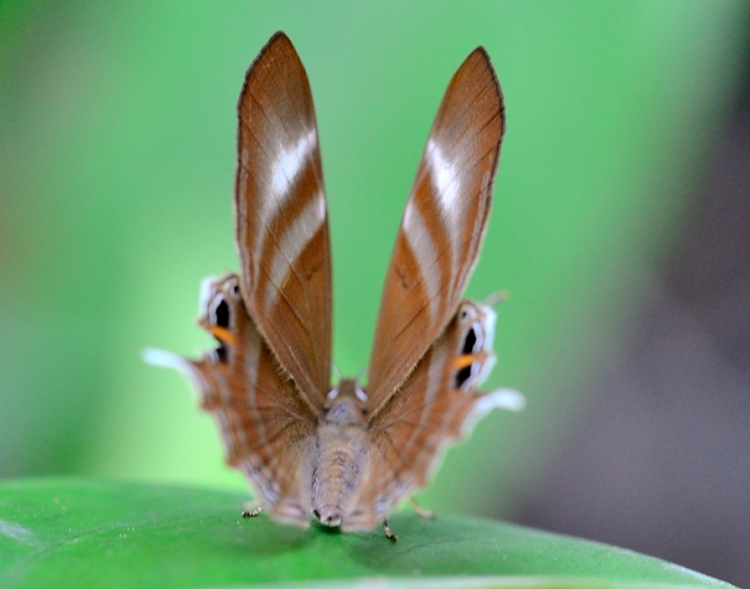